# Gabriel Gaspard Bernon
Gabriel Gaspard Achille Adolphe Bernon, Baron de Montélégier, genannt Gabriel Gaspard Bernon (* 6. Januar 1780 in Romans-sur-Isère; † 2. November 1825 in Bastia) war ein französischer General der Kavallerie.

## Leben und Wirken
Bernon entstammte einer Familie mit schweizerischen Wurzeln; u. a. war er mit dem Bankier Pierre-François Choullat (1684–1765) verwandt. Im Alter von siebzehn Jahren ging er als Freiwilliger zur Armee und schloss sich einem Husaren-Regiment an. 
Er wurde schon früh ein Anhänger Napoleons und als dieser 1798 seinen Feldzug gegen Ägypten plante, meldete sich Bernon sofort freiwillig. Als Adjutant von General Louis-André Bon (1758–1799) nahm er u. a. an der Schlacht bei den Pyramiden (21. Juli 1798) teil. 
Bernon machte sehr schnell Karriere: Lieutenant (1798), Capitaine (1800) und Colonel (1810). Nach der Schlacht bei Preußisch Eylau (7./8. Februar 1807) kam er als Aide-de-camp zum „duc de Dantzig“, General François-Joseph Lefebvre (→Republik Danzig). 
1810 wechselte er zu General Nicolas Jean-de-Dieu Soult und half mit, die Napoleonische Politik in Spanien durchzusetzen. 
Als général de brigade kämpfte er bei Brienne (29. Januar 1814) und wurde dabei verwundet. Bereits rechtzeitig zur Schlacht bei Paris (30. März 1814) konnte er zu seinen Truppen zurückkehren. Nach Napoleons Abdankung (→Abdikation) wechselte Bernon zu den Bourbonen und unterstützte König Ludwig XVIII. Im Sommer 1814 berief man ihn als Aide-de-camp zu Charles Ferdinand d’Artois; unterstützt wurde Bernon dabei durch seinen Adjutanten Jean Pons Viennet. Als Napoleon die Insel Elba verließ und dessen „Herrschaft der Hundert Tage“ begannen, begleitete Bernon König Ludwig XVIII. nach Gent ins Exil.
Nach der Rückkehr aus Gent kam Bernon im Rang eines Lieutenant Général zur Garde Royale (→Maison militaire du roi de France). 1823 berief man ihn zum Militärgouverneur der Insel Korsika. Während der Vorbereitungen eines Festes zu Ehren des Heiligen Karl starb Bernon am 2. November 1825. Seine letzte Ruhestätte fand er in der Église Saint-Jean-Baptiste (Bastia) gegenüber von General Charles-Louis de Marbeuf (1712–1786). 

## Ehrungen
- 15. August 1809 baron de l’Émpire
- 1813 Militärverdienstorden des Königreichs Bayern[1]
- 8. Januar 1814 Commandeur der Ehrenlegion
- 8. Juli 1814 Chevalier des Ordre royal et militaire de Saint-Louis
- Sein Name findet sich am südlichen Pfeiler (29. Spalte) des Triumphbogens am Place Charles-de-Gaulle (Paris)